# República Cromañón

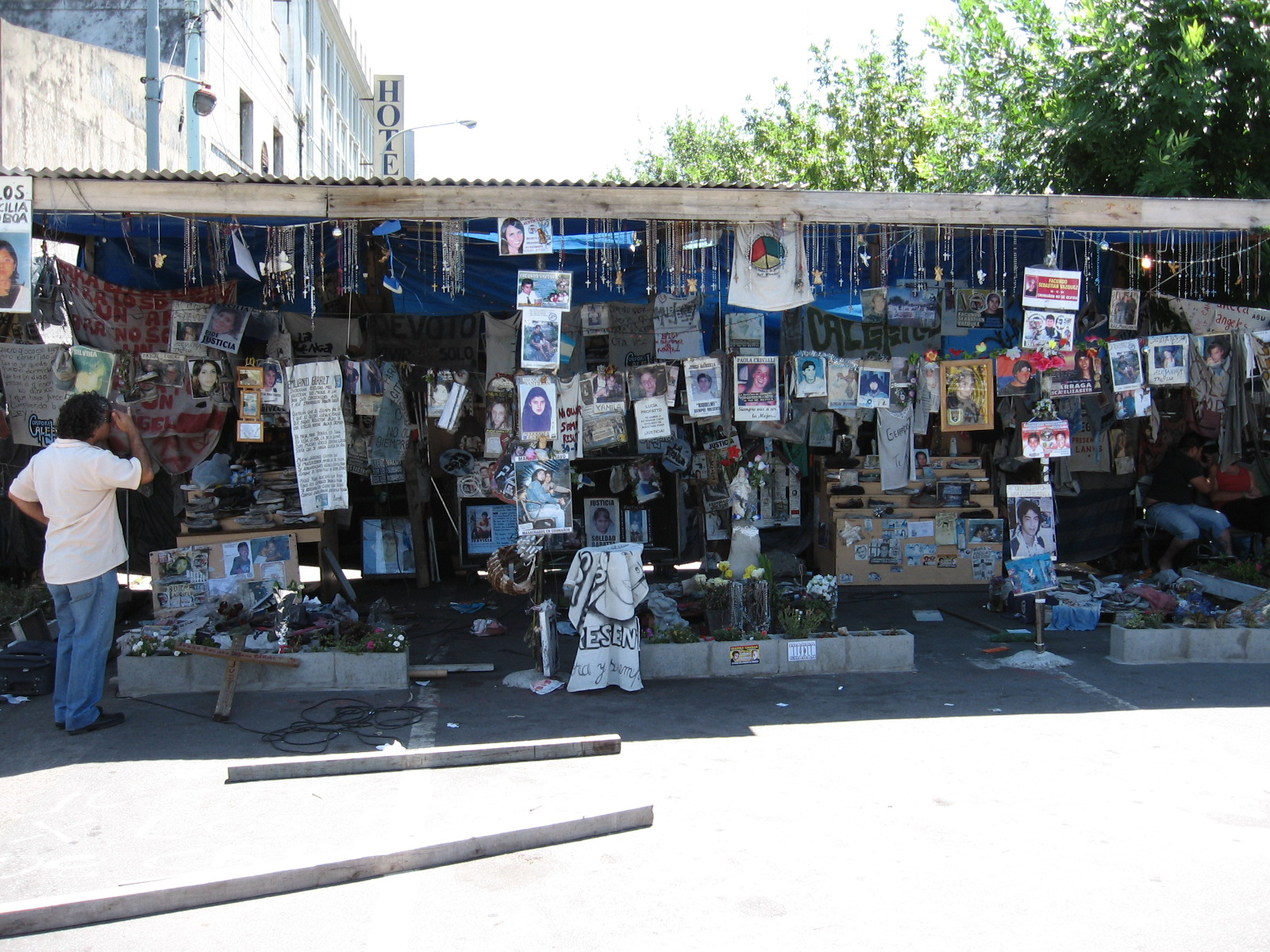
Posto em homenagem às vítimas, situado a alguns metros da República Cromañón.

A República Cromañón – também conhecida como República Cromagnón ou simplesmente Cromañón – foi uma discoteca localizada na região do Once (cruzamento de ruas e avenidas próximo a estação ferroviária Once de Septiembre), na cidade de Buenos Aires (Argentina), tragicamente conhecida devido a um incêndio que ocorreu na noite de 30 de dezembro de 2004, durante um show da banda de rock Callejeros. Este incêndio provocou uma das maiores tragédias não naturais da Argentina, causando a morte de 194 pessoas e ao menos 1 432 feridos.
Além disso, o incêndio causou importantes mudanças políticas e culturais. Em relação as questões políticas, a Legislatura da Cidade de Buenos Aires iniciou um processo de impeachment para destituir ao chefe de governo Aníbal Ibarra, por considerá-lo responsável político da tragédia. O julgamento terminou com sua destituição, sendo substituído pelo vice-chefe do governo Jorge Telerman. A despeito das questões culturais, a tragédia conscientizou a sociedade sobre o estado das discotecas e locais destinados a espetáculos musicais. O governo revisou a situação das discotecas e casas noturnas, resultando no fechamento de uma grande quantidade delas. A tragédia também é apontada como uma dos fatores causadores da decadência do rock rolinga, estilo musical originalmente argentino.

## O local
A República Cromañón era um estabelecimento onde eram realizados shows e eventos musicais. Encontrava-se localizada na avenida Bartolomé Mitre 3 060/3 066/3 070, no bairro Balvanera da cidade de Buenos Aires. O lugar era administrado por Omar Chabán e havia sido inaugurado em 12 de abril de 2004 com um show da mesma banda que tocaria no dia do incêndio, o grupo Callejeros. Chabán foi uma figura muito importante para o desenvolvimento do rock argentino do final do século XX, já que dois dos lugares mais emblemáticos da cena musical underground da época – Café Einstein e elemento – eram de sua propriedade.
A propriedade onde se encontrava a discoteca República Cromañón não pertencia ao Chabán, mas sim uma empresa chamada Nueca Zarelux S.A., radicada na cidade uruguaia de Montevidéu. Devido a uma investigação da Inspeção Geral de Justiça, a pedido da juíza a cargo da causa, descobriu-se que esta empresa havia comprado este prédio e também o edifício Central Park Hotel, localizado na rua Jean Jaures, 51.
A empresa Nueva Zarelux S.A. foi criada em 4 de junho de 1997 e os sócios fundadores são Herry Luis Vivas San Martín e María Dora Velázquez. Uma investigação do diário Brecha, jornal uruguaio, entrevistou Herry Vivas, que declarou que o Estudio Cuckier & Cukier, radicado em Montevidéu, o pagou para aparecer como sócio no estatuto. Herry Vivas era um aposentado uruguaio que realizava trabalho de pintura e acabamentos, enquanto María Velázquez era dona de casa.
A empresa Lagarto S.A. era a locatária do lugar e cedia o local a diferentes pessoas. Desta forma, funcionaram a República Cromañón e, anteriormente, outro casa noturna, a El Reventón. Segundo a declaração de Rafael Levy, Chabán tinha uma contrato de locação. Uma testemunha apontou Levy como o verdadeiro proprietário do lugar, o qual foi chamado para depor e depois processado pelo delito de dano doloso seguido de morte, sentença que se realizaria em 2010.

## O incêndio
Em 30 de dezembro de 2004 se apresentava na República Cromañón o grupo musical Callejeros, que já havia tocado no estabelecimento meses antes, na inauguração do local. O incêndio começou aproximadamente às 22 horas e 50 minutos, depois que um dos espectadores do show acendeu um elemento de pirotecnia, cujos projeteis incandescentes entraram em contato com a decoração do teto, mais precisamente uma “meia sombra”, uma espécie de tela de plástico inflamável, que estava pendurada no estofado do teto, que era feito de placas de poliuretano. Ao entrar em combustão a “meia sombra” contaminou o ar com gases nocivos, intoxicando mais de cem jovens que se encontravam ali.
Ao perceber o incêndio os presentes no local começaram a evacuar o lugar. Entretanto, esta evacuação não se realizou de forma adequada por diversos motivos: a quantidade de pessoas que estavam dentro da discoteca era maior que a capacidade estipulada; uma das saídas se encontrava fechada com um cadeado e fios; os gases tóxicos produzidos pelos materiais inflamáveis asfixiaram rapidamente as pessoas; e a queda de energia elétrica produzida pelo incêndio.
Muitos dos que conseguiram sair do lugar retornaram para resgatar as pessoas que ainda se encontravam no interior do edifício. Apesar dos esforços, durante o incêndio e nos dias subsequentes à tragédia morreram 194 pessoas e ao menos 1432 ficaram feridas, inclusive familiares de integrantes da banda. Faleceram várias crianças e muitos meios de comunicação declararam que havia uma espécie de berçário ou creche para crianças – onde as mães deixavam seus filhos para assistirem ao show – no banheiro feminino, o que foi desmentido pelas testemunhas.
Quase todas as mortes foram resultantes da inalação de diferentes gases (principalmente monóxido de carbono e ácido cianídrico). Durante a operação de socorro participaram 46 ambulâncias, encarregadas de transportar as vítimas até algum dos 24 hospitais públicos ou 11 clínicas privadas. As pessoas contratadas pelos organizadores para efetuar os primeiros auxílios não contavam com o treinamento requerido já que foram contratados outros profissionais para diminuir os custos.

## Irregularidades

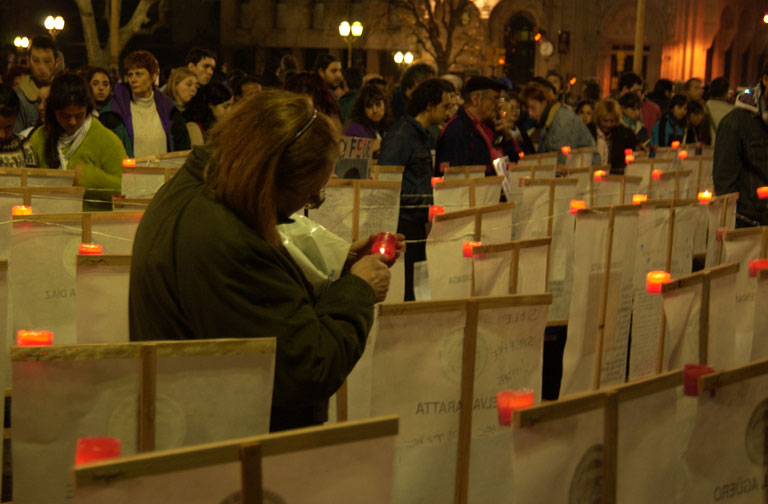
Familiares dos falecidos acendem velas em uma manifestação política.

### Materiais inflamáveis
A espuma de poliuretano, ao entrar em combustão, gera cianuro de hidrogênio (ácido cianídrico), dióxido e monóxido de carbono. A “meia sombra” originou dióxido e monóxido de carbono além de acroleína, aumentando a quantidade e gravidade da fumaça e derretendo em cima das pessoas que se encontravam no local do incêndio, provocando-lhes queimaduras. Segundo uma nota do Instituto Nacional de Tecnologia Industrial o volume de ácido cianídrico, com o local cheio, alcançou as 255 ppm, sendo que o nível letal para rato de laboratório é de 150 a 220 ppm.
O foco do incêndio começou na superfície de uns 20 ou 30 centímetros, mas expandiu rapidamente devido ao contato com o estofamento. O material do teto começou a queimar e a liberar gases tóxicos, a temperatura alcançou os 400º C e a combustão terminou somente quando havia consumido todo o material. Ao diminuir a temperatura a fumaça tóxica começou a baixar e foi aspirada pelas pessoas. A fumaça, a altas temperatura, produz edema pulmonar e obstrução das mucosas formando uma capa impermeável de oxigênio, algo que afetou muitas das vítimas fatais do acidente.

### Capacidade e estrutura do local
O local se encontrava autorizado para ditos espetáculos com uma capacidade de até 1 031 pessoas, entretanto a estimativa de público era bem maior que o permitido. Na sentença judicial acredita-se que entraram ao menos 4 500 pessoas, já que havia sido vendidos as 3 500 entradas disponíveis e calcula-se que cerca de 1 000 pessoas entraram sem ingressos.
Para agravar a situação, as saídas de emergências apresentavam irregularidades, o que dificultou a evacuação. O local contava com uma entrada principal composta por dois portões e uma saída de emergência localizada à direita da entrada principal. Ambas davam para um hall onde se encontravam as bilheterias e, desde ali, podia-se adentrar no salão principal, onde se encontrava o palco. No lado esquerdo do palco havia uma saída alternativa que ligava o salão com a saída do estacionamento de um hotel vizinho, o qual pertencia aos mesmos donos da Cromañón.
A saída de emergência encontrava-se obstruída por um cadeado e uma série de trancas e fios, algo que dificultou a evacuação. A entrada principal também dificultou a saída devido a sua própria estrutura.

### Pirotecnia
A utilização de fogos de artifício e outros tipos de pirotecnia, tanto em espaços abertos como fechados, era comum nos shows de bandas do chamado rock suburbano ou rock chabón. A pirotecnia chegou a converter-se em parte do folclore e da estética deste movimento musical, como um ritual dentro do próprio show. Estas práticas nunca foram completamente desencorajadas pelos artistas.
O uso de pirotecnia já havia causado focos de incêndio no local. No dia 1 de maio de 2004, durante um show do grupo Jóvenes Pordioseros, um princípio de incêndio causou a evacuação de todos os espectadores e foi extinto pela equipe de segurança. Em 25 de dezembro, poucos dias antes da tragédia, produziu-se outro foco de incêndio no show do grupo La 25, que também foi apagado.